# Rhus pentheri
Rhus pentheri, llamado Common Crowberry (inglés)  Gewone Kraaibessie (afrikáans), es un árbol perteneciente a la familia de las anacardiáceas.

## Descripción
Es un árbol resistente a las heladas que alcanza una altura de 6 metros. El árbol es principalmente siempreverde pero pierde sus hojas en los severos inviernos. Tienen follaje verde-oliva con la corteza café y puede crecer a pleno sol o en semi-sombra. Se producen pequeñas flores a las que le siguen cantidades de pequeños frutos comestibles brillosos café claro, los cuales proveen un banquete para las aves. Sin embargo, solo los árboles hembra producen esos frutos. El árbol se distribuye en grandes porciones de Sudáfrica. Se ha plantado en España.

## Taxonomía
Rhus pentheri fue descrita por Alexander Zahlbruckner y publicado en Ann. K. K. Naturhist. Hofmus. 15: 52 1900.
Etimología
Rhus: nombre genérico que deriva de la palabra griega para "rojo", una alusión a los llamativos colores de otoño de algunas especies.
pentheri: epíteto